# KUMU
Het KUMU Kunstimuuseum is een museum voor Estse kunst in Tallinn. Het gebouw is ontworpen door de Finse architect Pekka Vapaavuori. Vanuit de kantoren in het gebouw wordt het Kunstmuseum van Estland gerund, waaronder ook het Kadriorgpaleis en de Nigulistekerk vallen. Het museum won in 2008 de European Museum of the Year Award.

## Collectie
Het museum laat de Estse kunstgeschiedenis zien van de 18e eeuw tot de hedendaagse kunst.

#### Opdeling museum
- 1e verdieping: entree van de Kadriorgparkzijde met een café en klein auditorium.
- 2e verdieping: entree van de parkeergarage met boekwinkel, garderobe, restaurant, groot auditorium, bibliotheek en een ruimte voor wisselexposities.
- 3e verdieping: klassieke Estse kunst van de 18e eeuw tot aan het einde van de Tweede Wereldoorlog.
- 4e verdieping: kunst gemaakt in Estland tijdens de Sovjet-bezetting hieronder vallen de socialistisch realisten en non-conformisten.
- 5e verdieping: kunst gemaakt na de onafhankelijkheid van Estland en een ruimte voor wisselexposities van hedendaagse kunst.

### Schilderijen

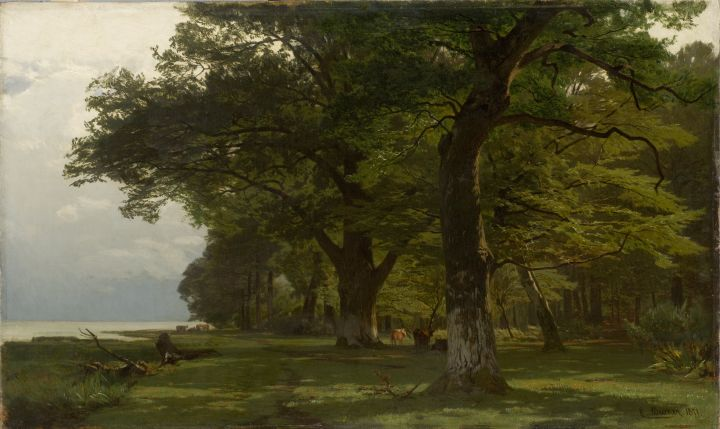
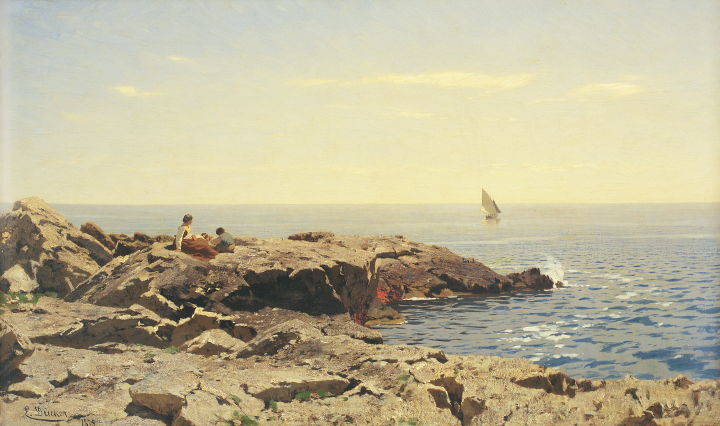
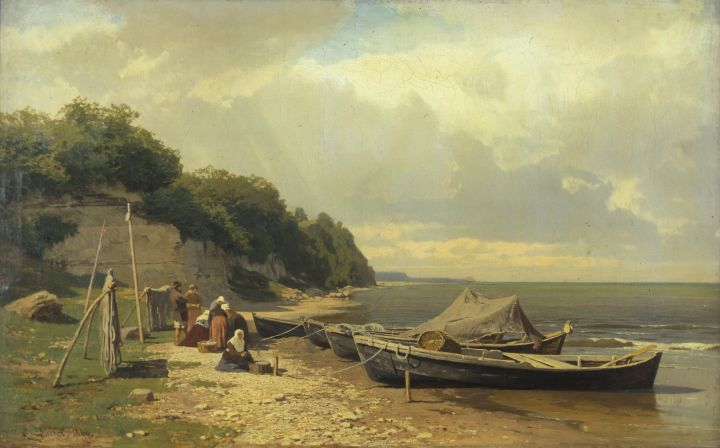
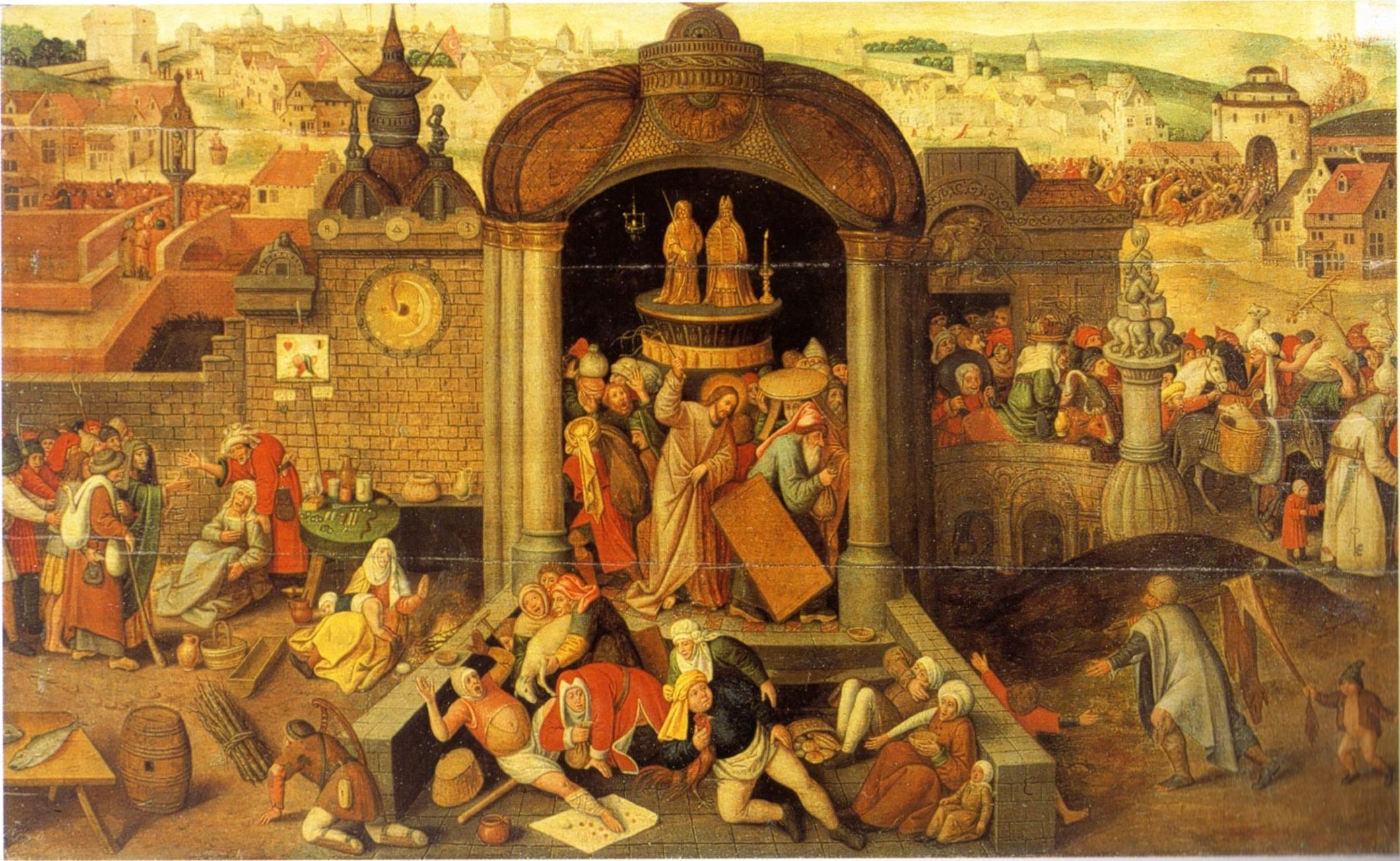
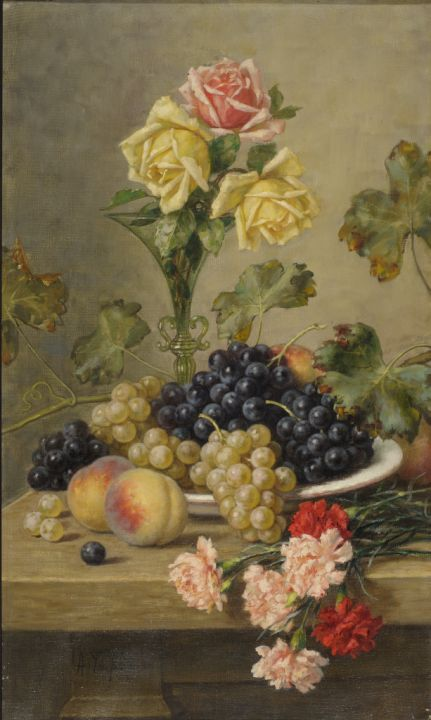
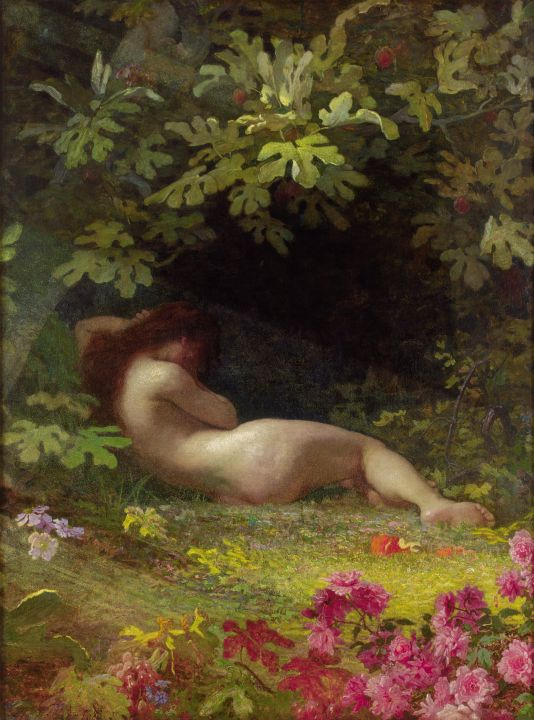
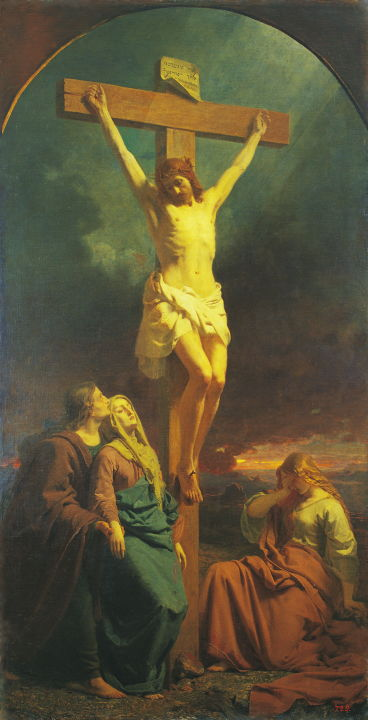
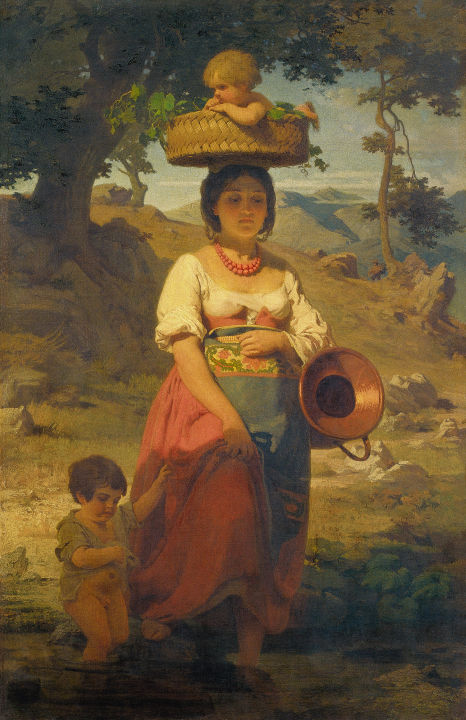
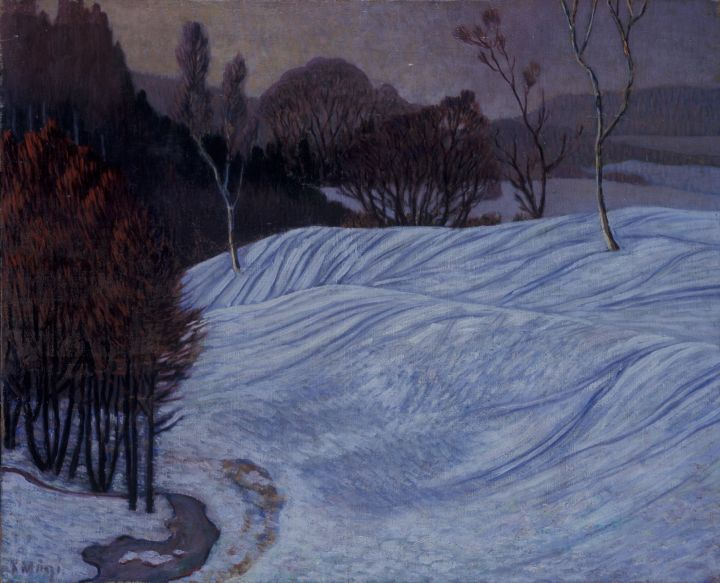
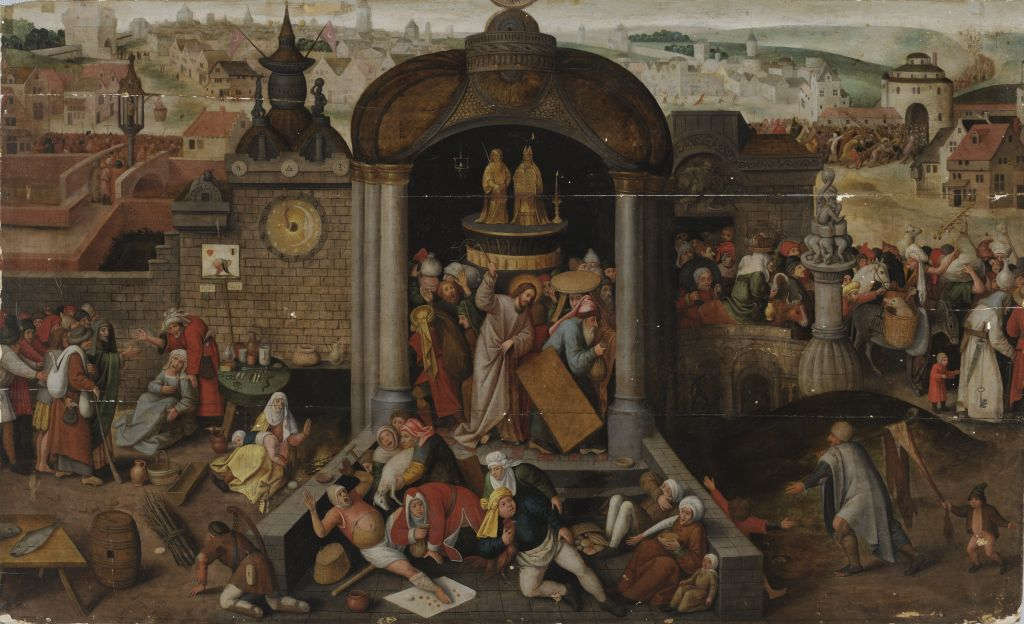
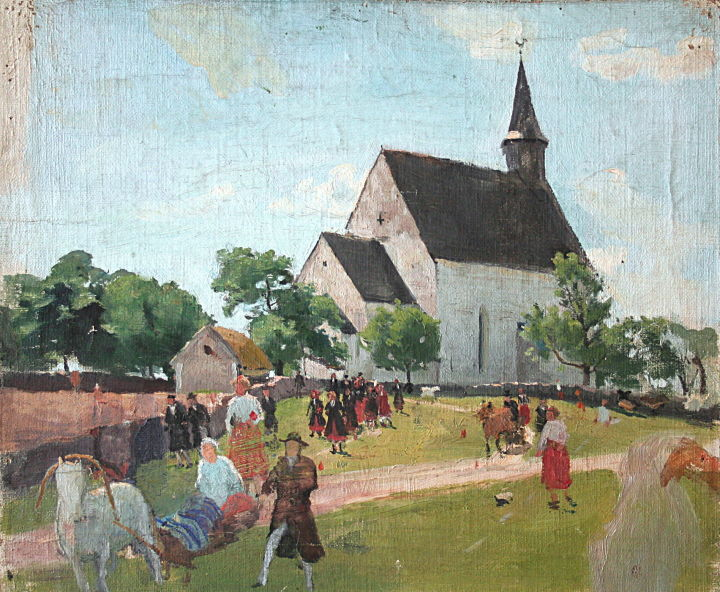
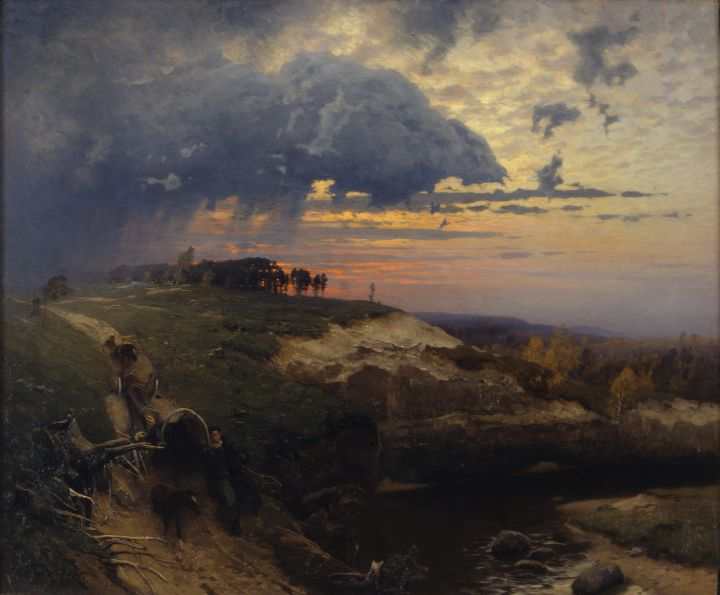
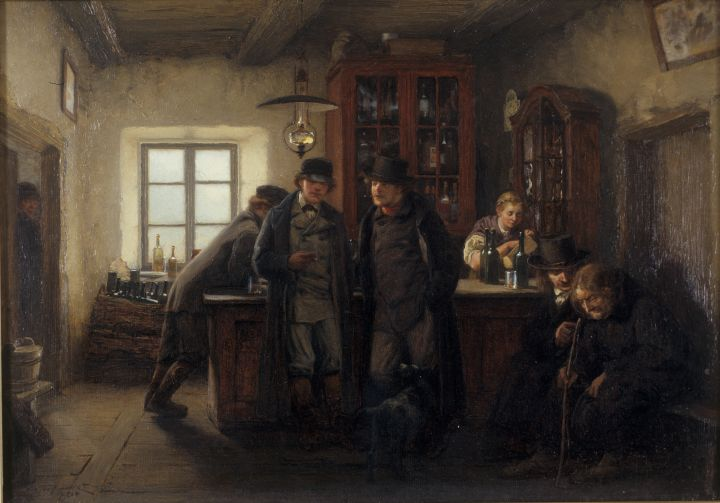
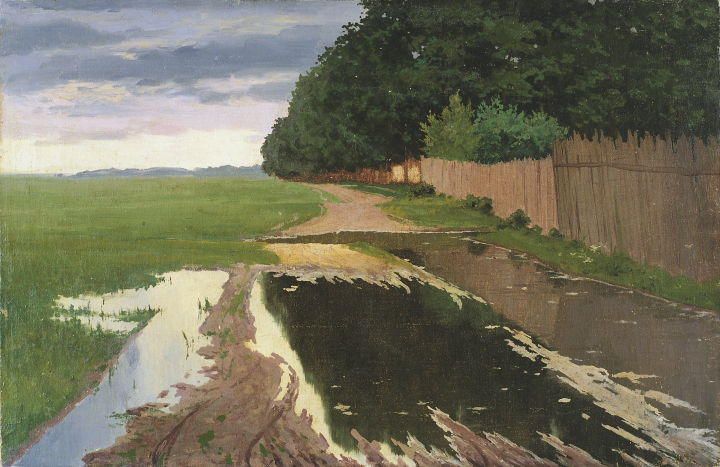
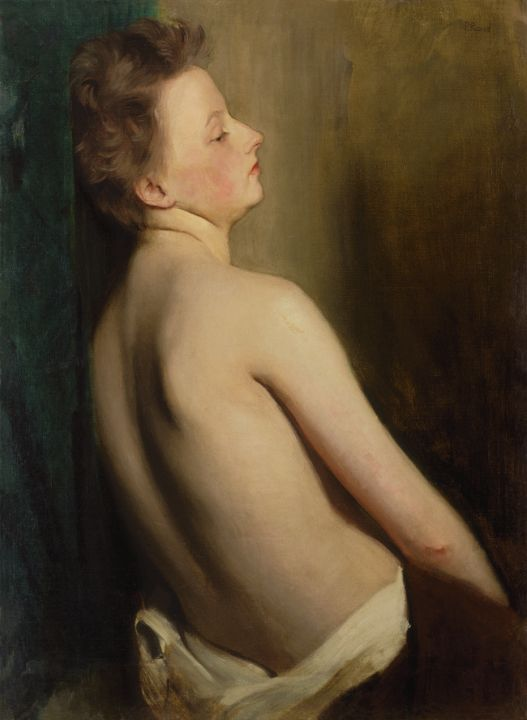
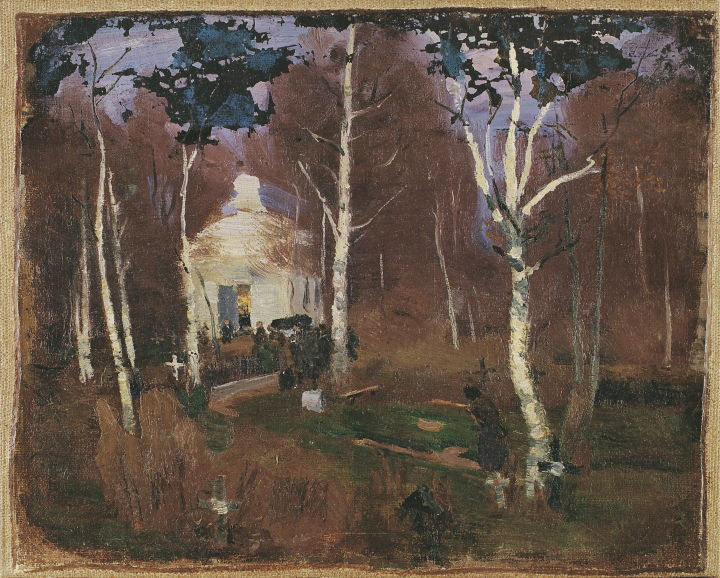
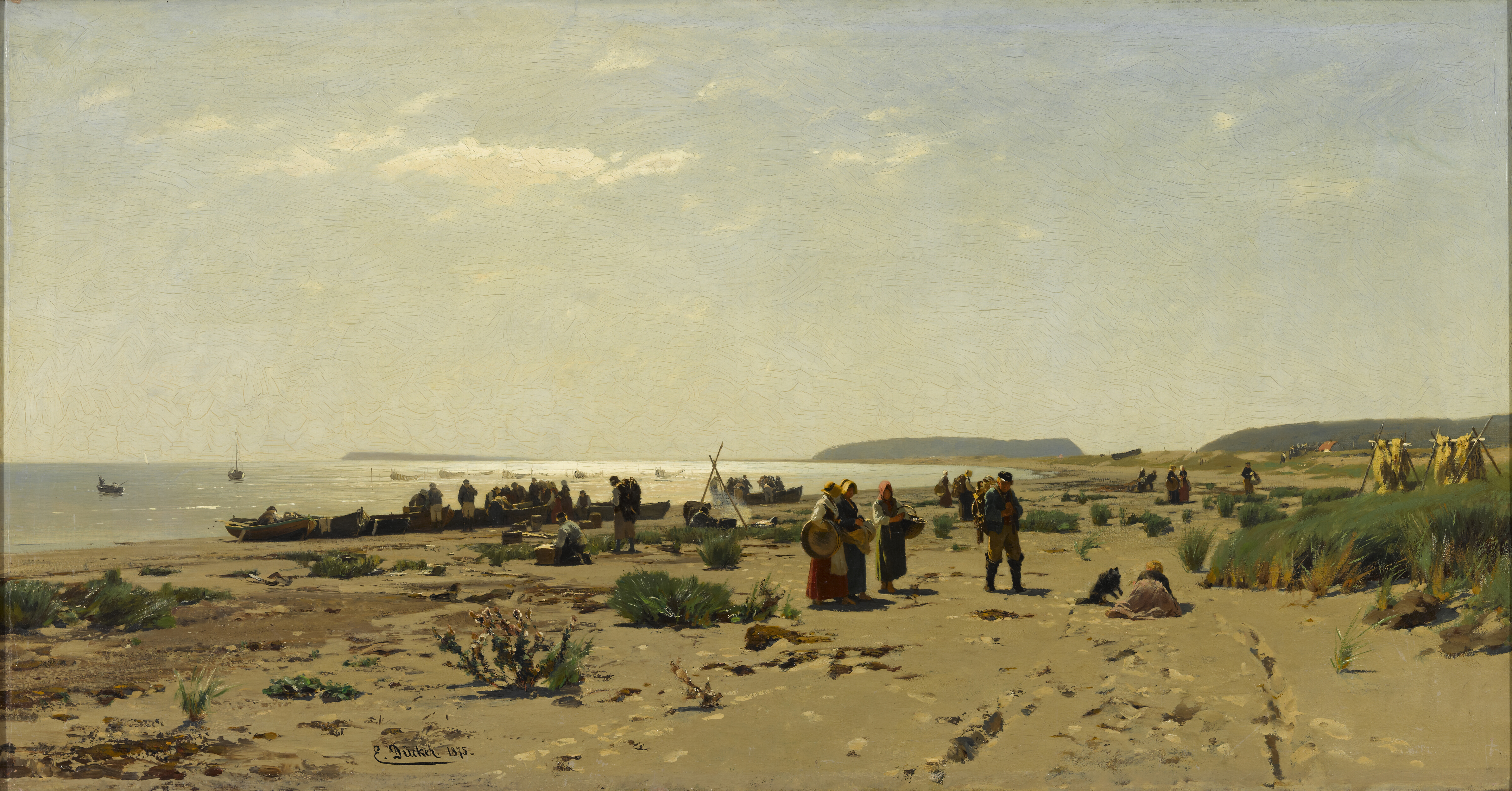
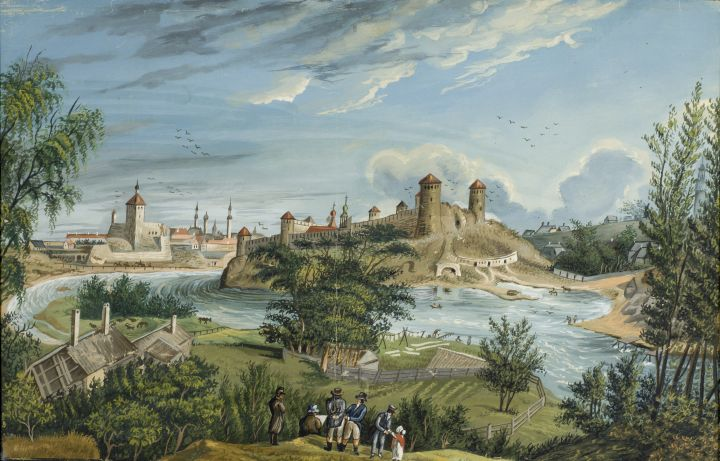
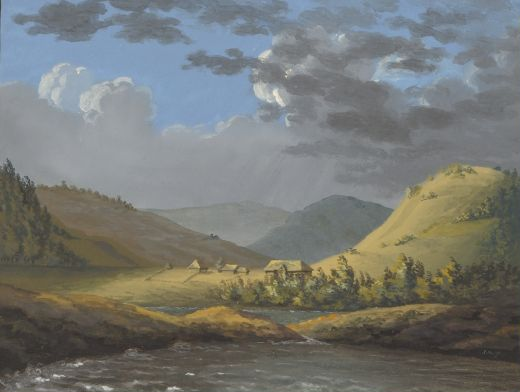
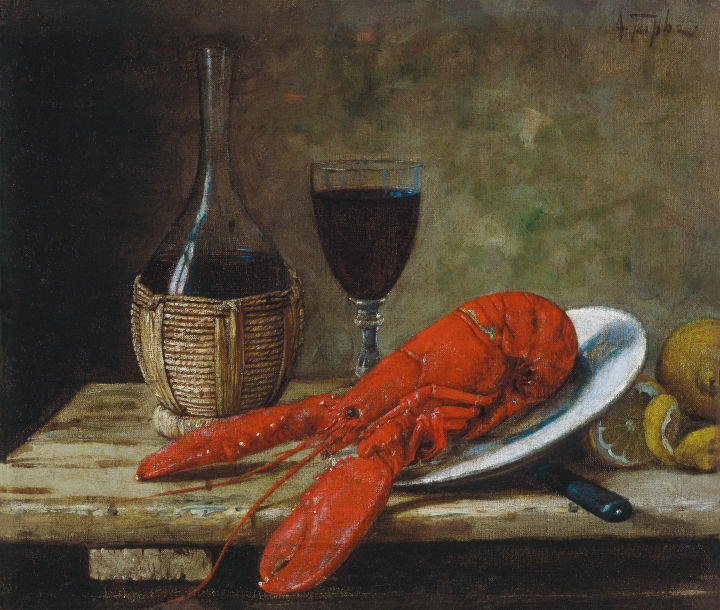
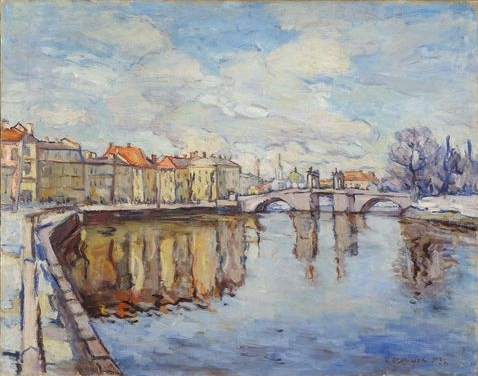
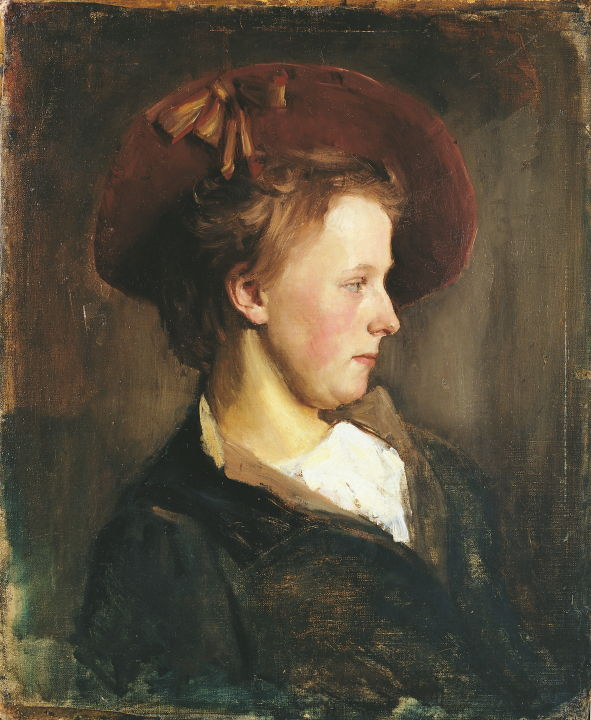
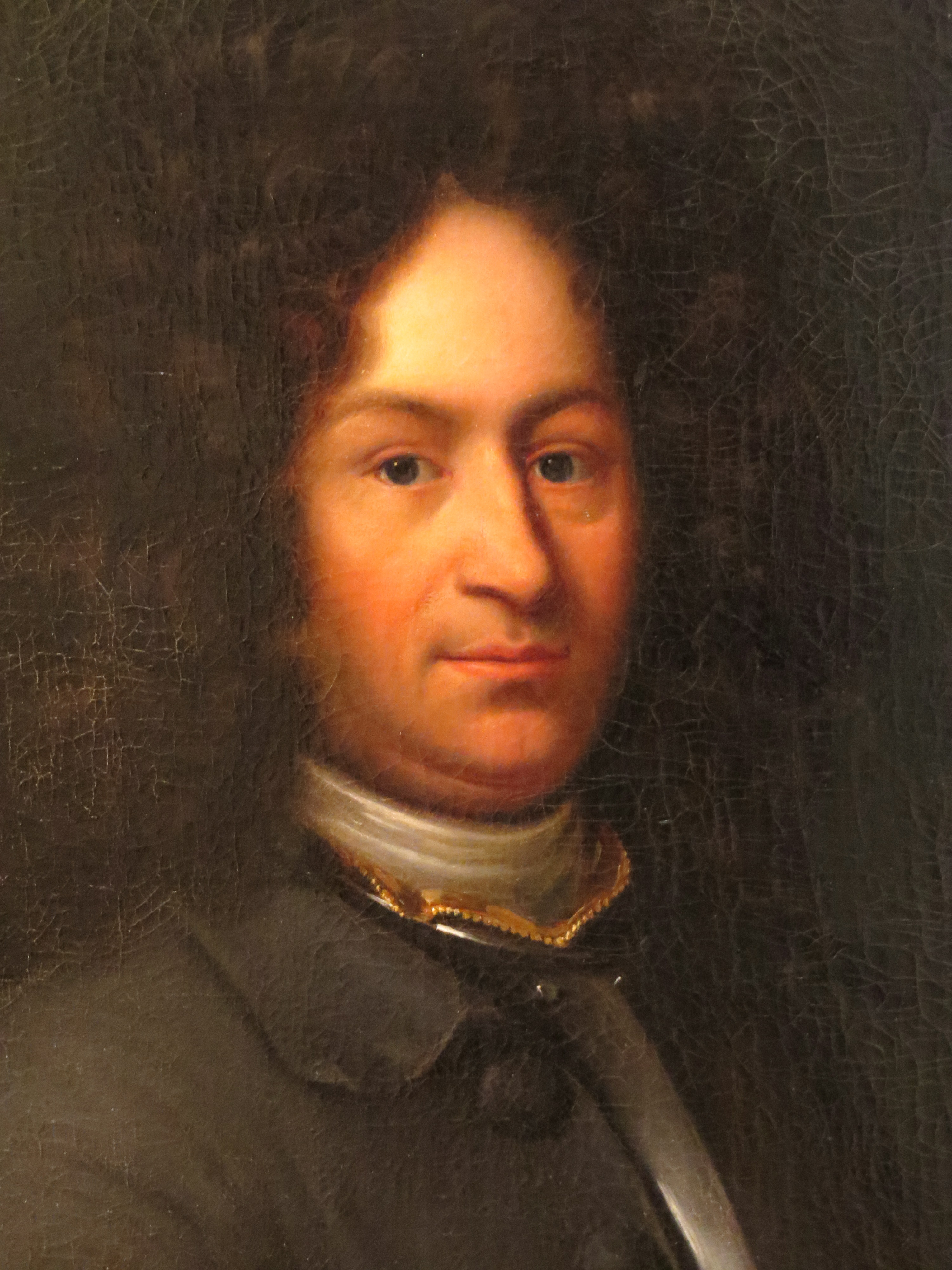
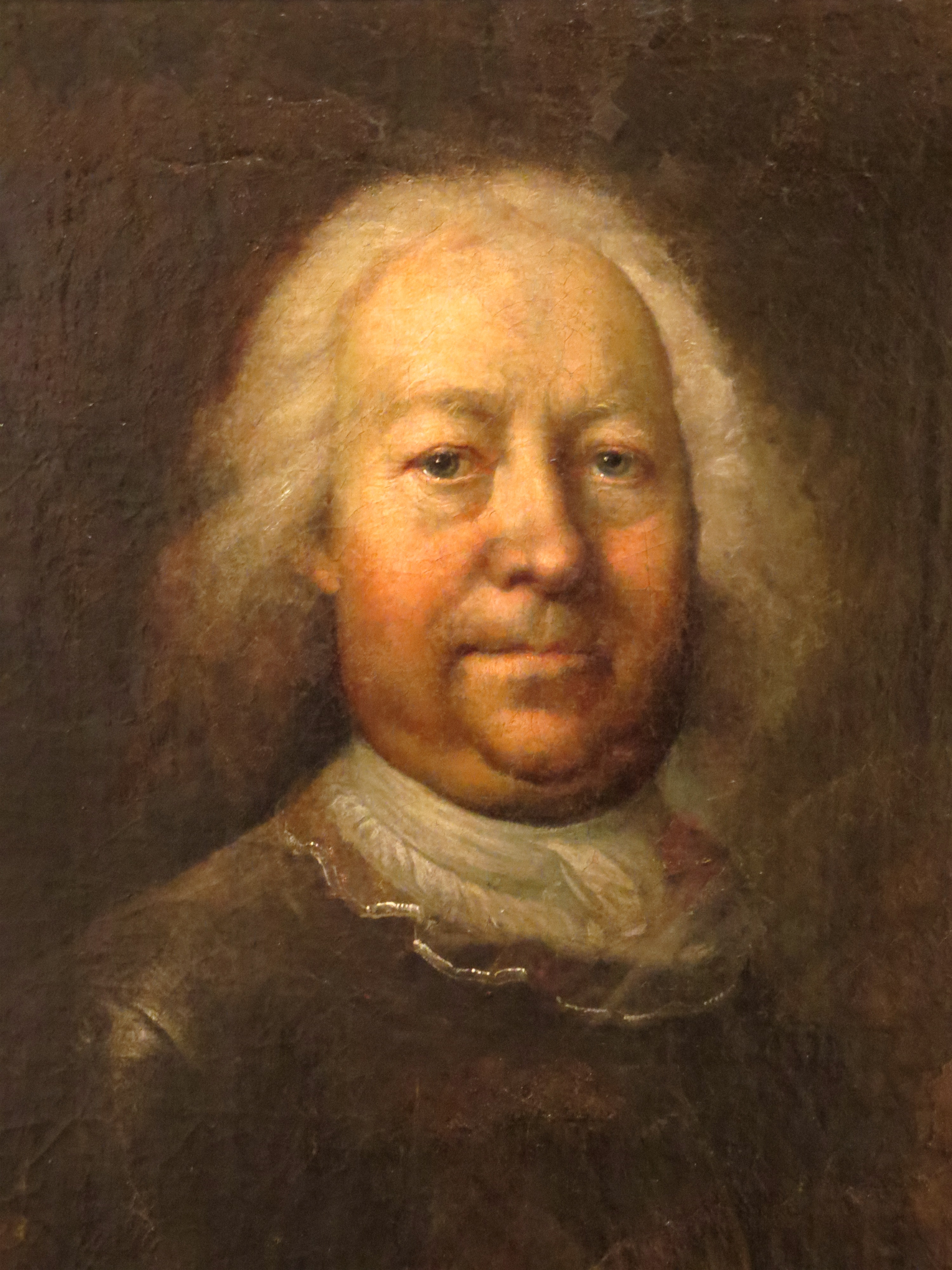
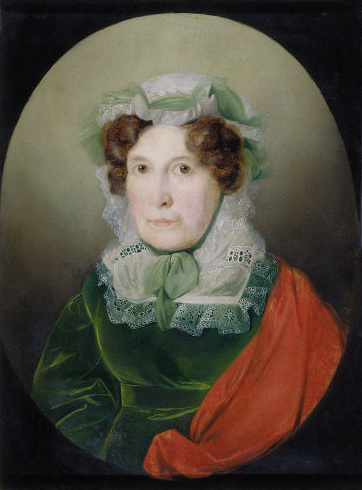
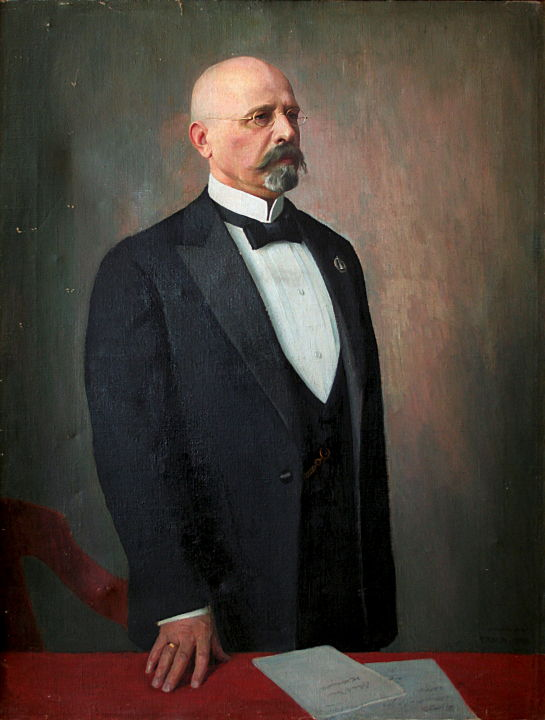
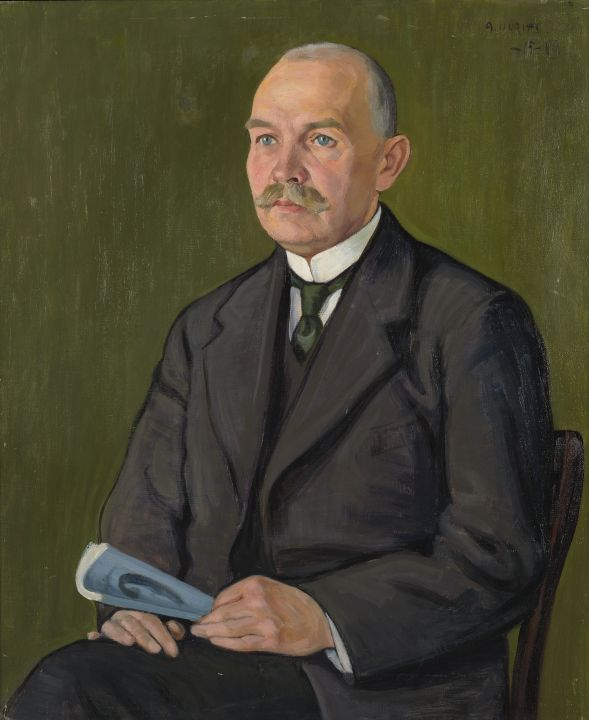
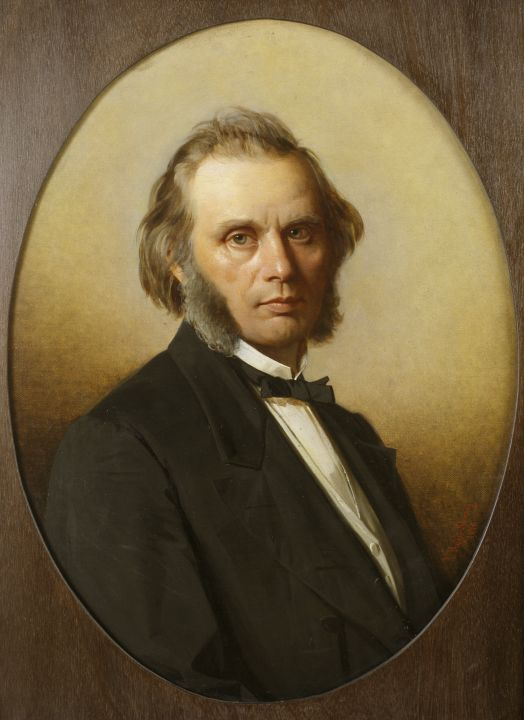
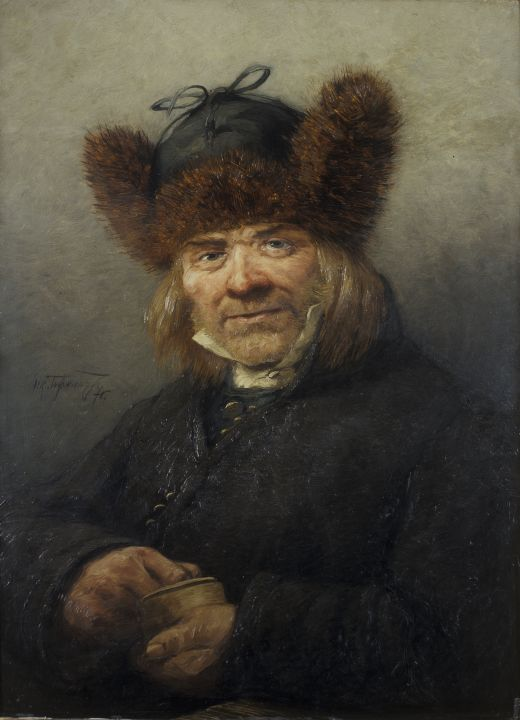
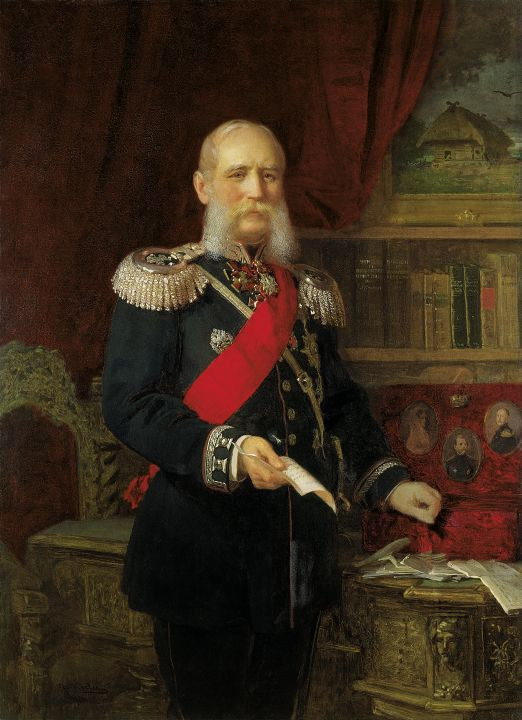
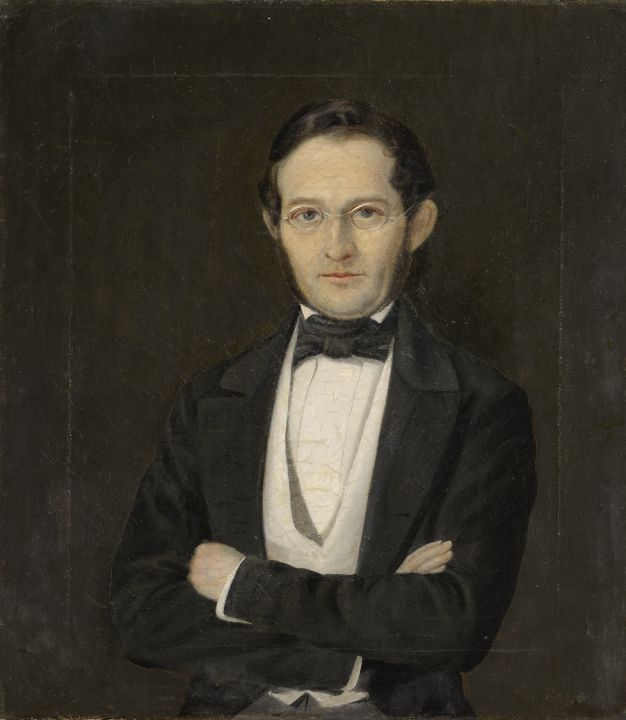
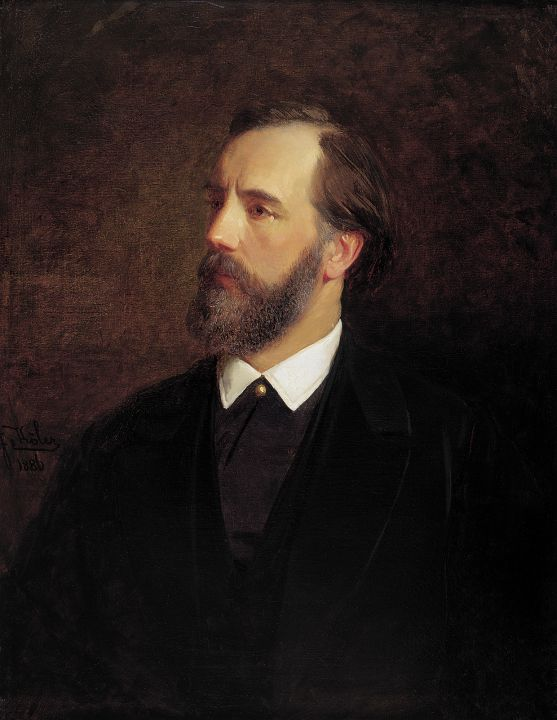
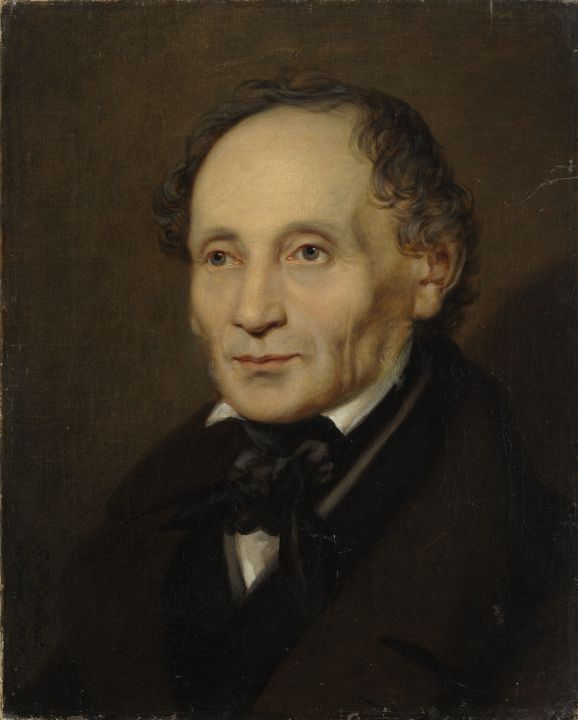
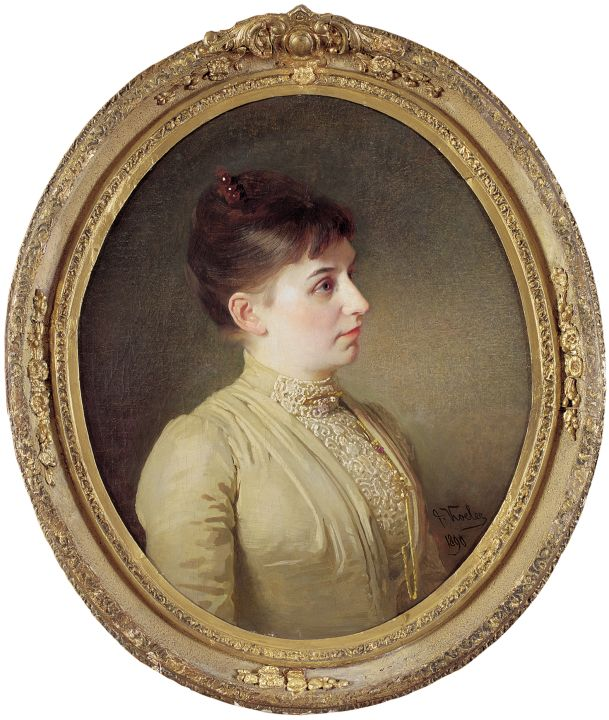
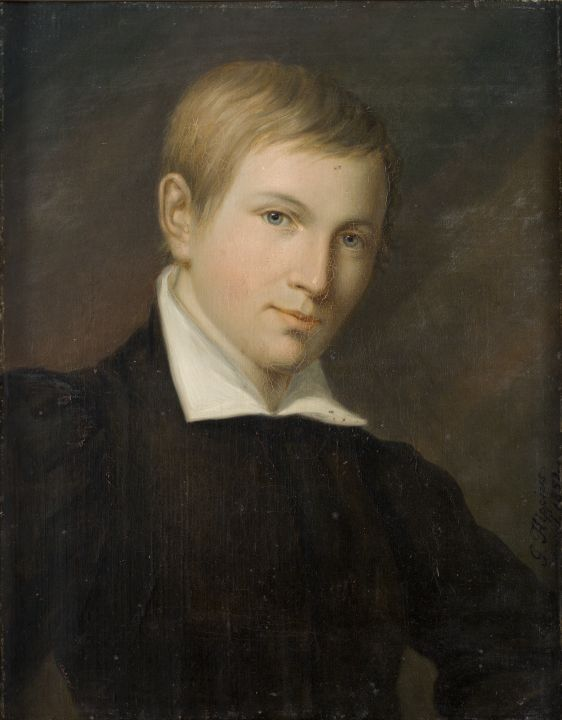
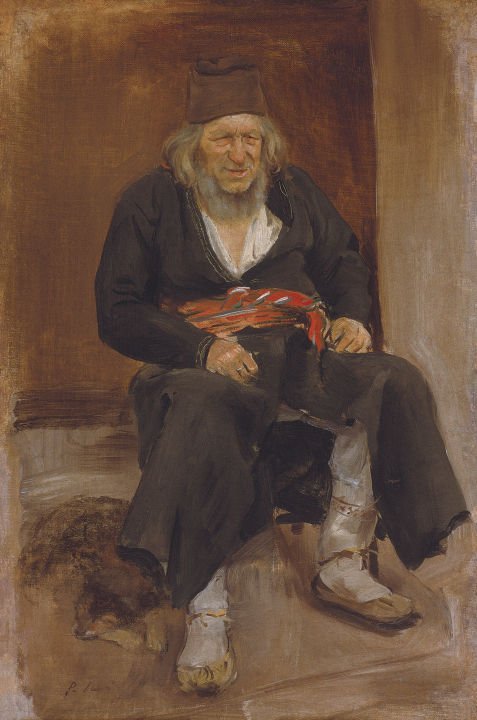
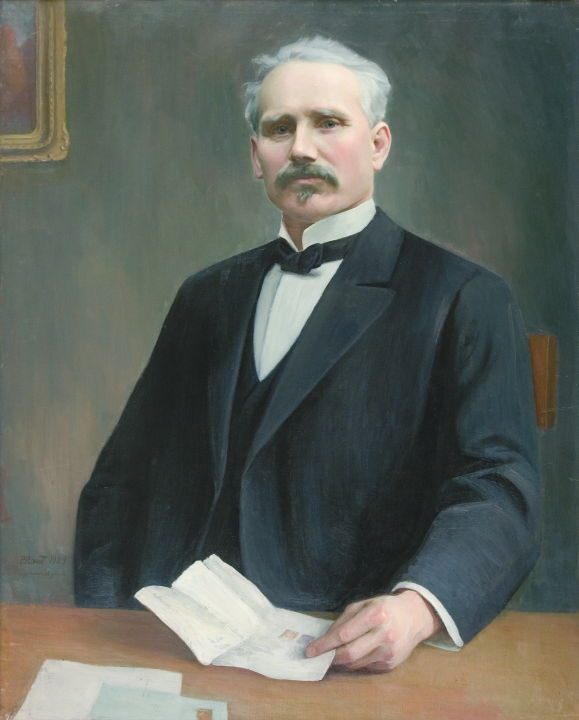
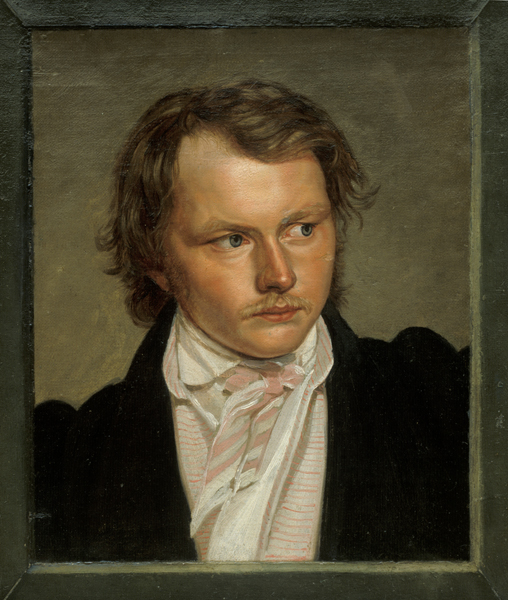
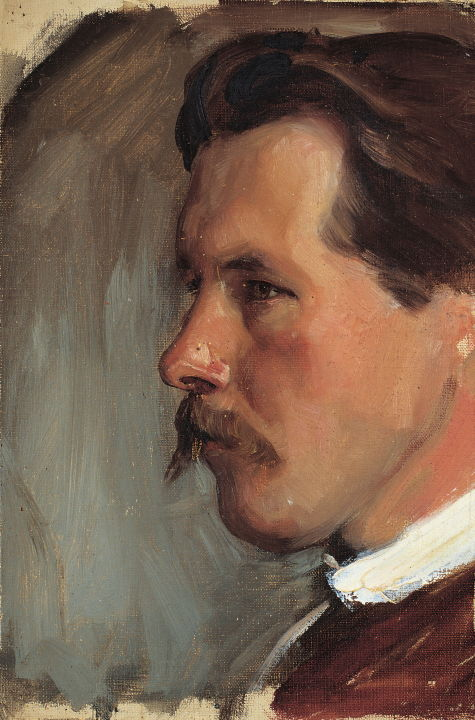
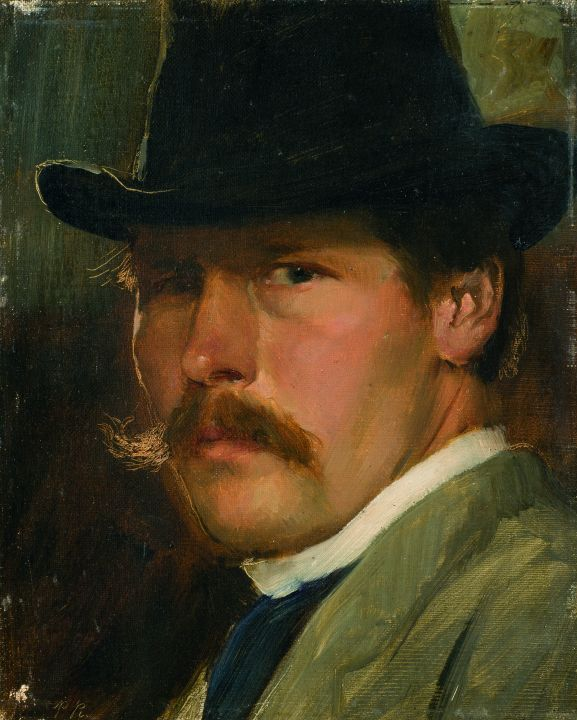

### Sculpturen

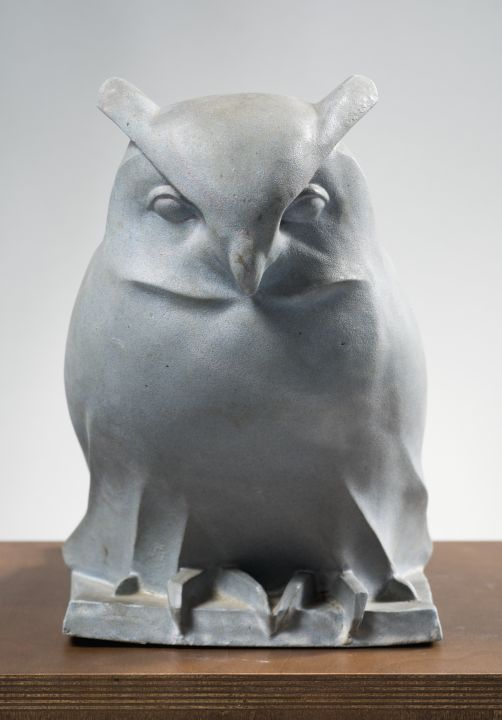
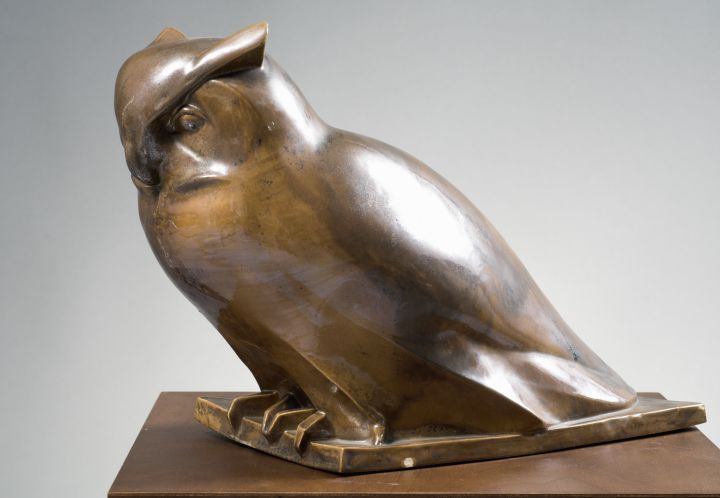
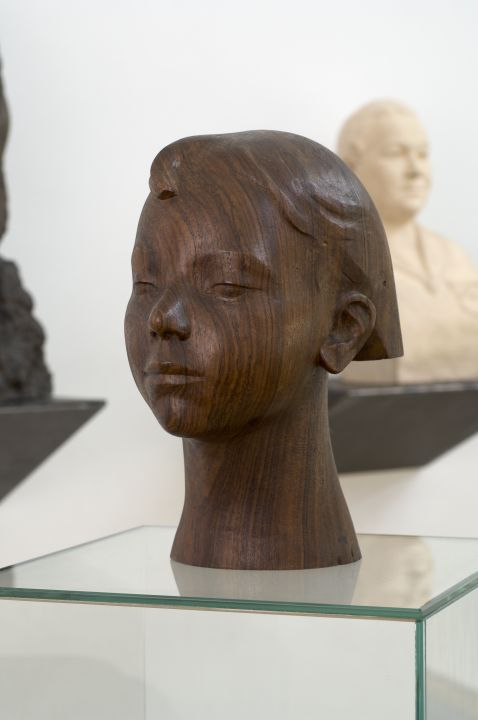
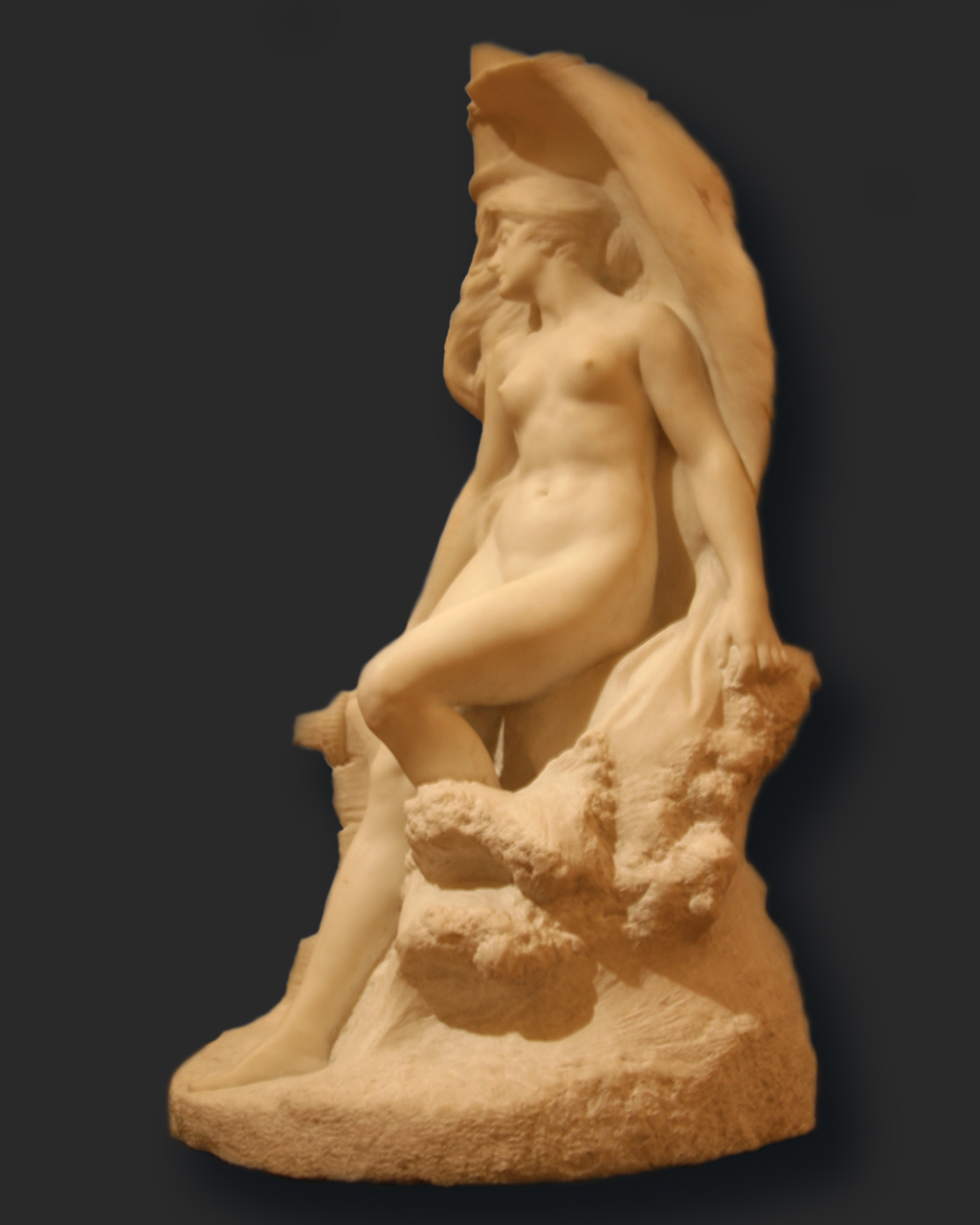

### Gravures en tekeningen

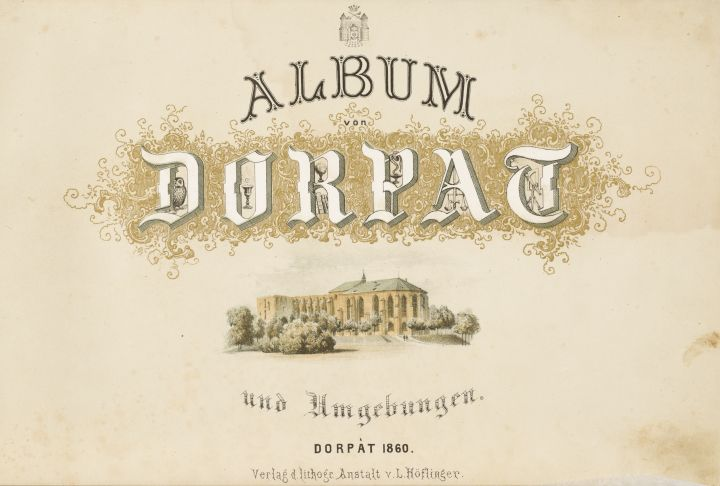
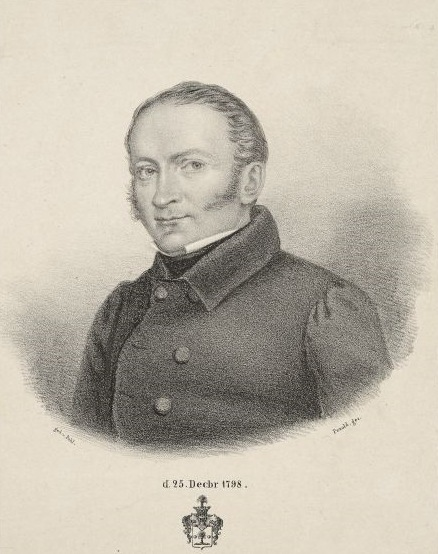
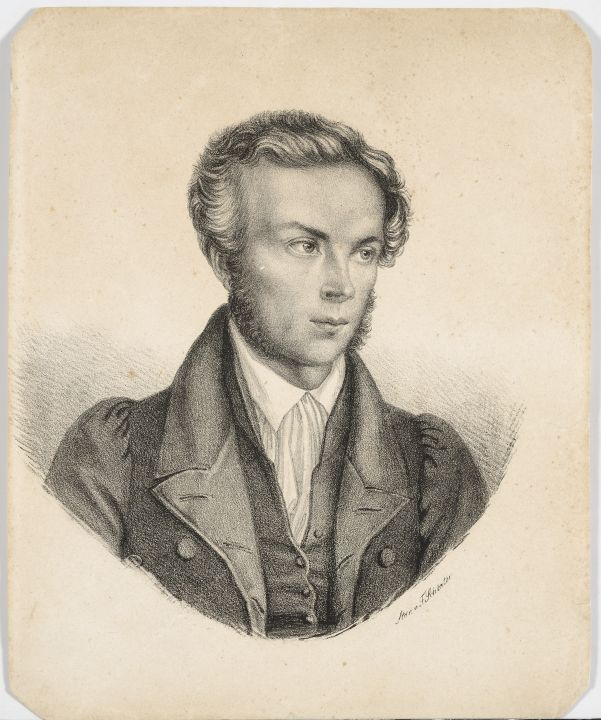
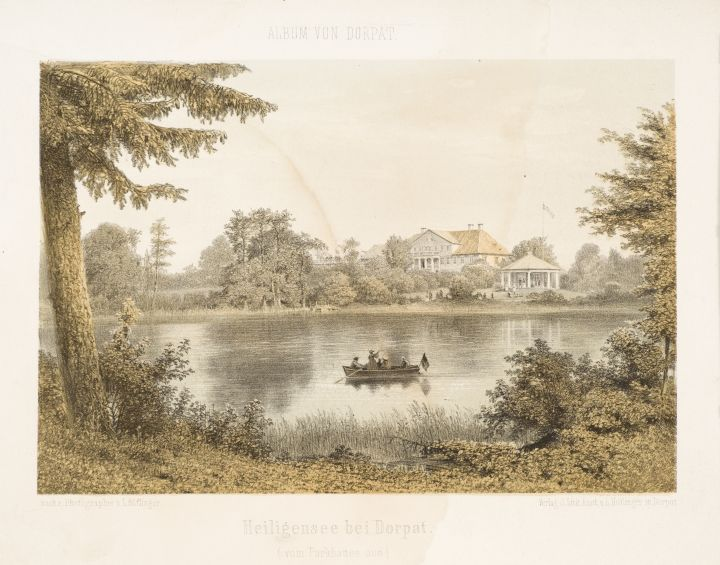
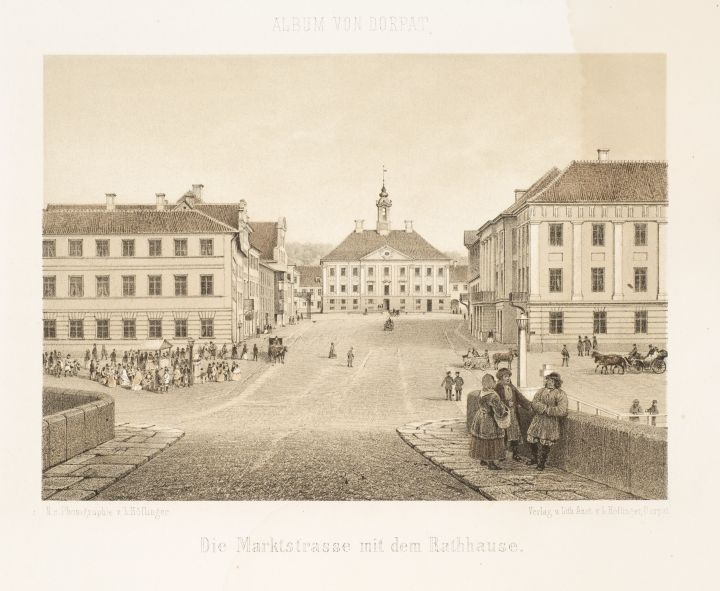
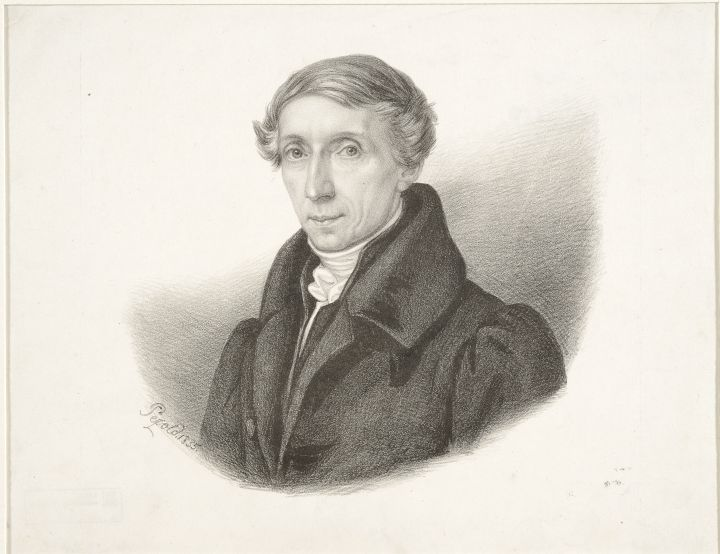
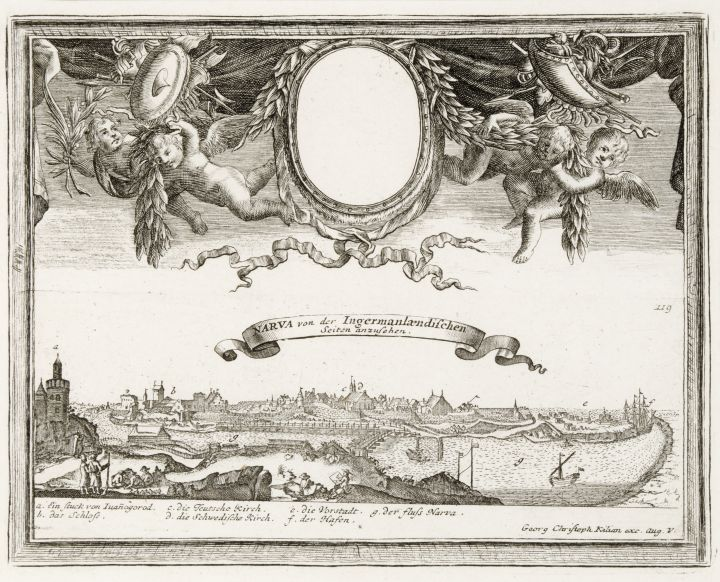
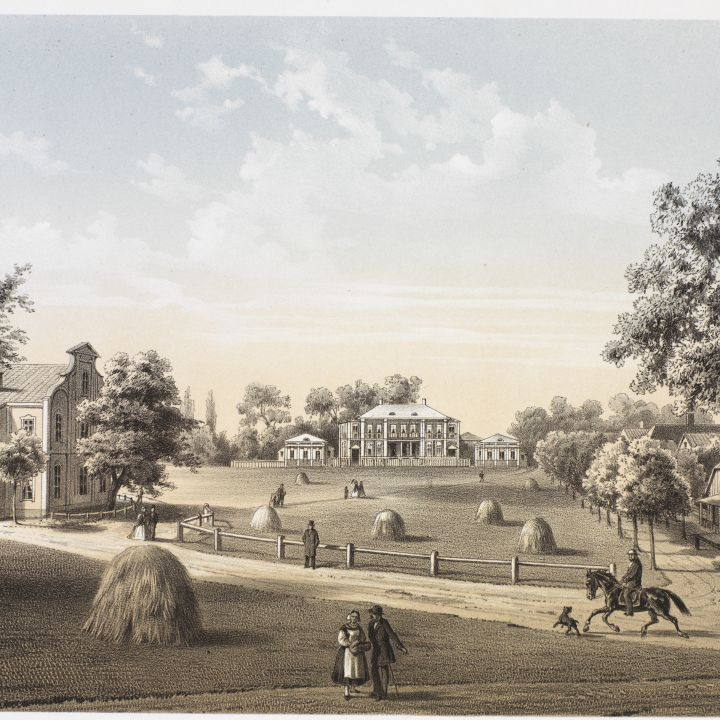
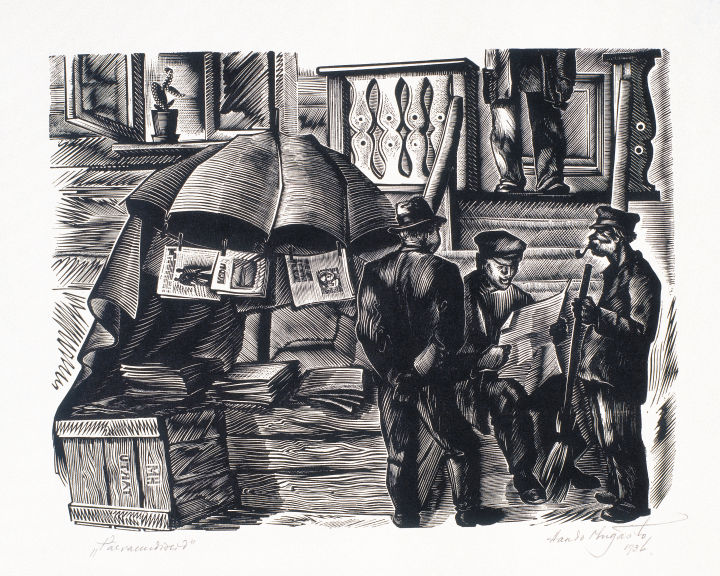
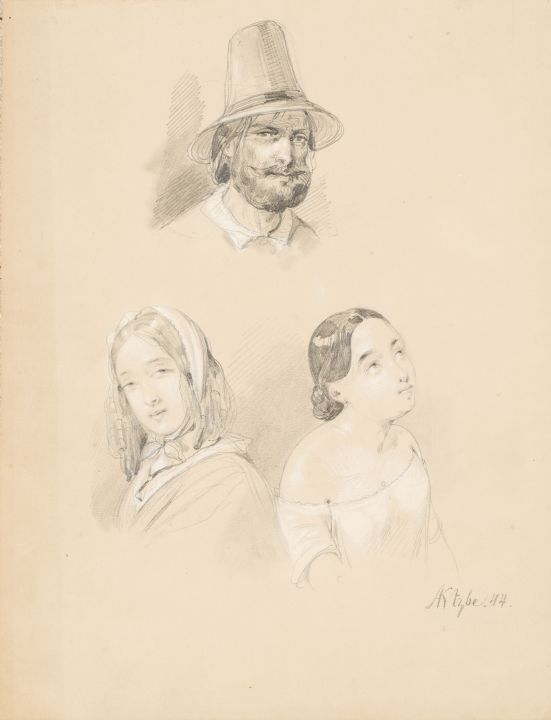
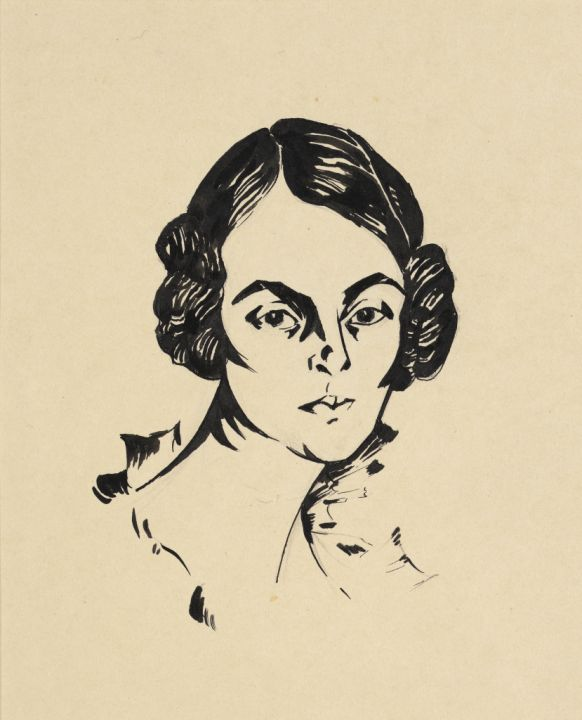
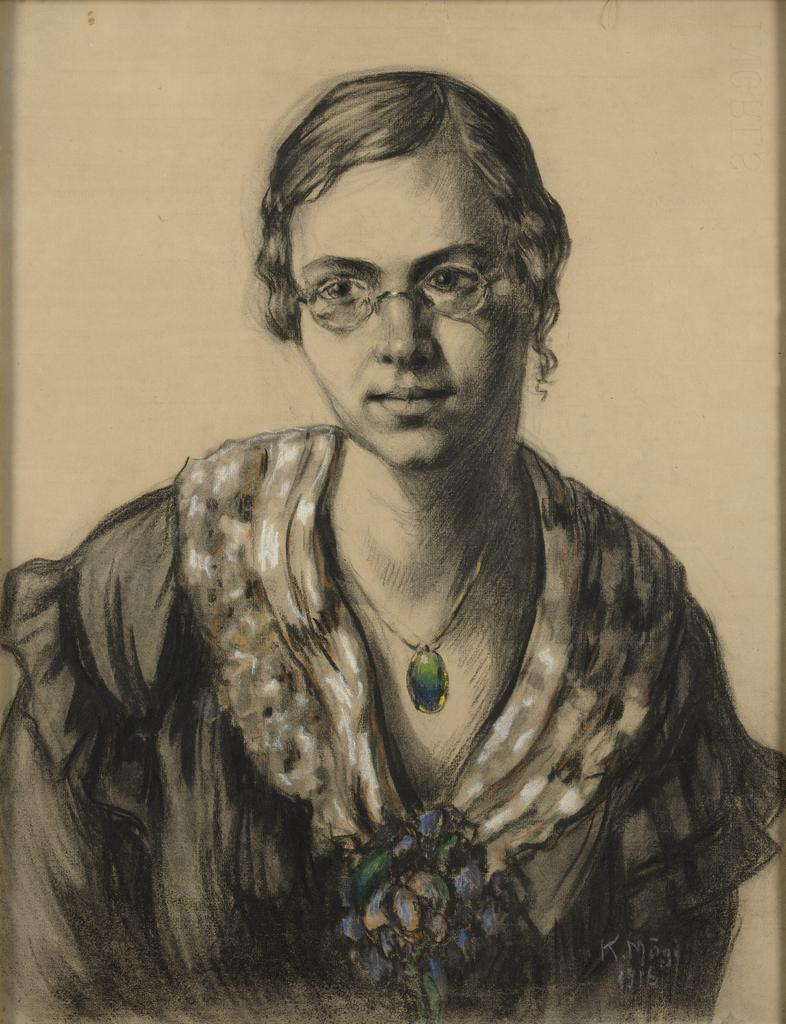
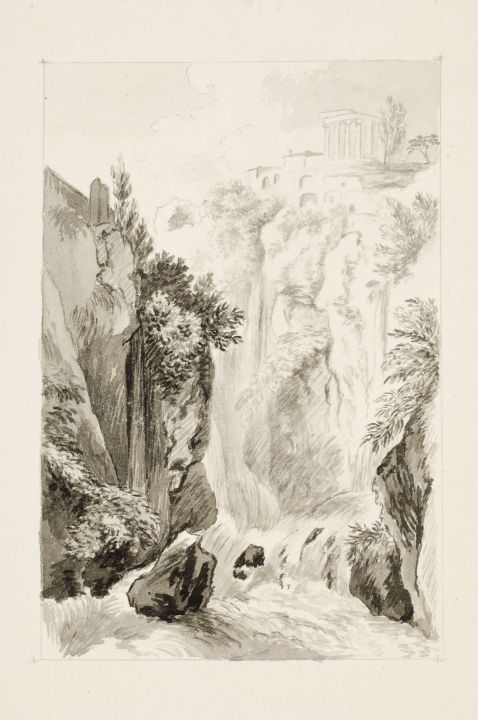